# Modlisze
Modlisze (niem. Mittel Berg, 622 m n.p.m.) – szczyt w południowo-zachodniej Polsce, w Sudetach Wschodnich, w Masywie Śnieżnika – Krowiarkach.

## Położenie
Rozległe, wydłużone w kierunku północno-zachodnim wzniesienie, położone w Sudetach Wschodnich, w północno-zachodnim ramieniu Masywu Śnieżnika, w zachodniej części Krowiarek. Znajduje się nieco na zachód od głównego grzbietu. Na południowym wschodzie odchodzi od niego długi grzbiet z Dziczą Górą, Żelaznymi Górami, Piotrowickim Lasem, Wapniarką, Dębową i kończący się nad Krosnowicami.
Na południe od wzniesienia biegnie droga polna z Nowego Waliszowa do Konradowa. W dolinie, na południowy zachód znajdują się ostatnie zabudowania Nowego Waliszowa.

## Budowa geologiczna
Szczyt zbudowany jest ze skał metamorficznych, należących do metamorfiku Lądka i Śnieżnika i powstałych w neoproterozoiku lub starszym paleozoiku, przede wszystkim z łupków łyszczykowych z wkładkami łupków łyszczykowych z granatami, wapieni krystalicznych (marmurów kalcytowych i dolomitowych), amfibolitów serii strońskiej.

## Roślinność
Prawie cały masyw zajmują pola uprawne oraz łąki z niewielkimi płatami lasów bukowych, mieszanych oraz świerkowych i zagajnikami.